# Trencapinyes de Cassia
El trencapinyes de Cassia (Loxia sinesciuris) és un ocell de la família dels fringíl·lids (Fringillidae).

## Hàbitat i distribució
Habita boscos de pins de South Hills i muntanyes Albion, de l'Estat d'Idaho, als Estats Units.

## Taxonomia
És un ocell de recent descripció (2009)